# Larca lata
Larca lata es una especie de arácnido del orden Pseudoscorpionida de la familia Larcidae.

## Distribución geográfica
Se encuentra en Europa.